# اچ‌ام‌اس دریاد (۱۸۹۳)
اچ‌ام‌اس دریاد (۱۸۹۳) (به انگلیسی: HMS Dryad (1893)) یک کشتی بود که طول آن ۲۶۲ فوت ۶ اینچ (۸۰٫۰ متر) بود. این کشتی در سال ۱۸۹۳ ساخته شد.